# Mr. Simple
《Mr. Simple》은  대한민국의 남성 그룹 슈퍼주니어의 5번째 정규 앨범이다. 슈퍼주니어는 2011년 7월 20일 멤버들의 티저 사진을 공개하며 컴백을 예고했다. 이번 앨범의 타이틀 곡 〈Mr. Simple〉은 현대인들이 마음의 여유 없이 일에 대한 성취와 사랑, 꿈 등을 잃어버리는 현상을 해학적으로 표현한 곡이라고 소개했다. 앨범은 2011년 8월 2일 온라인으로 먼저 공개되었으며, 다음 날 오프라인에도 SM엔터테인먼트를 통해 발매되었다. 4집에 이은 1년 2개월만의 컴백을 응원하기 위해 전세계 59개국의 팬이 '왕의 귀환'이라는 문구를 담은 영상을 제작했고, 각종 매체에서도 동일한 문구로 슈퍼주니어의 5집 컴백을 수식했다.

## 배경 및 발매
슈퍼주니어는 다섯 번째 정규 앨범 발매를 앞두고 2011년 7월 20일부터 은혁의 티저 사진 공개를 시작으로 같은 달 27일 김희철의 티저 사진까지 모두 공개했다.30일에는 멤버들의 추가 티저 사진을 공개했다.2011년 8월 1일에는 페이스북과 유튜브를 통해 티저 영상을 공개했는데, 앞서 공개한 티저 사진 컨셉과 달리 남성다운 위버섹슈얼 컨셉으로 변신했다고 소속사는 전했다. 한편 SM엔터테인먼트는 28일 슈퍼주니어의 컴백 기자회견이 8월 4일 열린다고 발표하였고, 2011년 8월 4일 서울 강남 논현동 임피리얼 팰리스 호텔에서 5집 발매 기자회견을 가졌다. 기자회견은 SM타운과 슈퍼주니어의 페이스북 및 SM 공식 유튜브 등을 통해 공개되기도 했다.2011년 8월 2일 오프라인 발매에 앞서 온라인을 통해 먼저 공개되었고, 다음 날인 3일 오프라인에서도 발매되었다. 뒤이어 음원 공개에 앞서 공중파 음악프로에서 먼저 선보여 강한 인상을 남겼던 서브 타이틀곡 SUPERMAN은 8월 23일 발매된 B버전에 수록되었다.

## 수록곡
| #   | 제목                              | 작사           | 작곡                                                                      | 편곡                                                                      | 재생 시간 |
| --- | --------------------------------- | -------------- | ------------------------------------------------------------------------- | ------------------------------------------------------------------------- | --------- |
| 1.  | 〈Mr. Simple〉                    | 유영진         | 유영진                                                                    | 유영진                                                                    | 4:00      |
| 2.  | 〈오페라 (Opera)〉                | 켄지           | Thomas Troelsen, Engelina Larsen                                          | 켄지                                                                      | 3:02      |
| 3.  | 〈라라라라 (Be My Girl)〉         | 김부민         | Henri Jouni Kristian Lanz, William Rappaport, Aku Rannila, Julimar Santos | Henri Jouni Kristian Lanz, William Rappaport, Aku Rannila, Julimar Santos | 3:10      |
| 4.  | 〈Walkin'〉                       | Misfit         | Denzil Remedios, Kebwe h, Lluke, Sharif Slater, Ryan Jhun                 | Denzil Remedios, Kebwe h, Lluke, Sharif Slater, Ryan Jhun                 | 3:47      |
| 5.  | 〈폭풍 (Storm)〉                  | 김정배         | 켄지                                                                      | 켄지                                                                      | 4:17      |
| 6.  | 〈어느새 우린 (Good Friends)〉    | 윤종신         | 윤종신                                                                    | SHINCHI                                                                   | 3:58      |
| 7.  | 〈결투 (Feels Good)〉             | 홍지유         | Denniz Jamm, Qwan                                                         | 황성제, 김규원                                                            | 3:19      |
| 8.  | 〈기억을 따라 (Memories)〉        | 박준수, 이윤종 | 박준수, 이윤종                                                            | 박준수                                                                    | 4:12      |
| 9.  | 〈해바라기 (Sunflower)〉          | 홍지유         | Brandon Fraley                                                            | 황성제, 김용현                                                            | 3:52      |
| 10. | 〈엉뚱한 상상 (White Christmas)〉 | Hitchhiker     | Hitchhiker                                                                | Hitchhiker                                                                | 3:37      |
| 11. | 〈Y〉                             | 이동해, Chance | 이동해, Chance, Super D                                                   | Chance, 박참, Super D                                                     | 3:28      |
| 12. | 〈My Love, My Kiss, My Heart〉    | 김태성         | Denzil Remedios, Kebwe h, Luke, Sharif Slater, Ryan Jhun                  | 김태성, 김용신                                                            | 3:40      |
| 13. | 〈태완미 (太完美 Perfection)〉    | 이원근         | Mikkel Remee Sigvardt, Thomas Troelsen                                    | Mikkel Remee Sigvardt, Thomas Troelsen                                    | 3:25      |

| #   | 제목                              | 작사           | 작곡                                                                      | 편곡                                                                      | 재생 시간 |
| --- | --------------------------------- | -------------- | ------------------------------------------------------------------------- | ------------------------------------------------------------------------- | --------- |
| 1.  | 〈SUPERMAN〉                      | 유영진         | 유영진                                                                    | 유영진                                                                    | 3:23      |
| 2.  | 〈Mr. Simple〉                    | 유영진         | 유영진                                                                    | 유영진                                                                    | 4:00      |
| 3.  | 〈오페라 (Opera)〉                | 켄지           | Thomas Troelsen, Engelina Larsen                                          | 켄지                                                                      | 3:02      |
| 4.  | 〈라라라라 (Be My Girl)〉         | 김부민         | Henri Jouni Kristian Lanz, William Rappaport, Aku Rannila, Julimar Santos | Henri Jouni Kristian Lanz, William Rappaport, Aku Rannila, Julimar Santos | 3:10      |
| 5.  | 〈Walkin'〉                       | Misfit         | Denzil Remedios, Kebwe h, Lluke, Sharif Slater, Ryan Jhun                 | Denzil Remedios, Kebwe h, Lluke, Sharif Slater, Ryan Jhun                 | 3:47      |
| 6.  | 〈폭풍 (Storm)〉                  | 김정배         | 켄지                                                                      | 켄지                                                                      | 4:17      |
| 7.  | 〈어느새 우린 (Good Friends)〉    | 윤종신         | 윤종신                                                                    | SHINCHI                                                                   | 3:58      |
| 8.  | 〈결투 (Feels Good)〉             | 홍지유         | Denniz Jamm, Qwan                                                         | 황성제, 김규원                                                            | 3:19      |
| 9.  | 〈기억을 따라 (Memories)〉        | 박준수, 이윤종 | 박준수, 이윤종                                                            | 박준수                                                                    | 4:12      |
| 10. | 〈해바라기 (Sunflower)〉          | 홍지유         | Brandon Fraley                                                            | 황성제, 김용현                                                            | 3:52      |
| 11. | 〈엉뚱한 상상 (White Christmas)〉 | Hitchhiker     | Hitchhiker                                                                | Hitchhiker                                                                | 3:37      |
| 12. | 〈Y〉                             | 이동해, Chance | 이동해, Chance, Super D                                                   | Chance, 박참, Super D                                                     | 3:28      |
| 13. | 〈My Love, My Kiss, My Heart〉    | 김태성         | Denzil Remedios, Kebwe h, Luke, Sharif Slater, Ryan Jhun                  | 김태성, 김용신                                                            | 3:40      |

| #   | 제목                              | 작사                                           | 작곡                                                                      | 편곡                                                                      | 재생 시간 |
| --- | --------------------------------- | ---------------------------------------------- | ------------------------------------------------------------------------- | ------------------------------------------------------------------------- | --------- |
| 1.  | 〈SUPERMAN〉                      | 유영진                                         | 유영진                                                                    | 유영진                                                                    | 3:23      |
| 2.  | 〈A-CHA〉                         | 김부민                                         | Hitchhiker                                                                | Hitchhiker                                                                | 3:19      |
| 3.  | 〈Mr. Simple〉                    | 유영진                                         | 유영진                                                                    | 유영진                                                                    | 4:00      |
| 4.  | 〈Oops!! (Featuring. f(x))〉      | 박정수, 김희철, 신동희, 이혁재, 이동해, Misfit | Kalle Engstrom, William J Fuller                                          | Kalle Engstrom, William J Fuller                                          | 3:45      |
| 5.  | 〈하루에 (A Day)〉                | 김정배                                         | 켄지                                                                      | 켄지                                                                      | 3:28      |
| 6.  | 〈안단테 (Andante)〉              | Misfit                                         | 이특, 헨리(슈퍼주니어-M), 김규원                                          | 김규원, 813Project                                                        | 3:07      |
| 7.  | 〈오페라 (Opera)〉                | 켄지                                           | Thomas Troelsen, Engelina Larsen                                          | 켄지                                                                      | 3:02      |
| 8.  | 〈라라라라 (Be My Girl)〉         | 김부민                                         | Henri Jouni Kristian Lanz, William Rappaport, Aku Rannila, Julimar Santos | Henri Jouni Kristian Lanz, William Rappaport, Aku Rannila, Julimar Santos | 3:10      |
| 9.  | 〈Walkin'〉                       | Misfit                                         | Denzil Remedios, Kebwe h, Lluke, Sharif Slater, Ryan Jhun                 | Denzil Remedios, Kebwe h, Lluke, Sharif Slater, Ryan Jhun                 | 3:47      |
| 10. | 〈폭풍 (Storm)〉                  | 김정배                                         | 켄지                                                                      | 켄지                                                                      | 4:17      |
| 11. | 〈어느새 우린 (Good Friends)〉    | 윤종신                                         | 윤종신                                                                    | SHINCHI                                                                   | 3:58      |
| 12. | 〈결투 (Feels Good)〉             | 홍지유                                         | Denniz Jamm, Qwan                                                         | 황성제, 김규원                                                            | 3:19      |
| 13. | 〈기억을 따라 (Memories)〉        | 박준수, 이윤종                                 | 박준수, 이윤종                                                            | 박준수                                                                    | 4:12      |
| 14. | 〈해바라기 (Sunflower)〉          | 홍지유                                         | Brandon Fraley                                                            | 황성제, 김용현                                                            | 3:52      |
| 15. | 〈엉뚱한 상상 (White Christmas)〉 | Hitchhiker                                     | Hitchhiker                                                                | Hitchhiker                                                                | 3:37      |
| 16. | 〈Y〉                             | 동해, Chance                                   | 동해, Chance, Super D                                                     | Chance, 박참, Super D                                                     | 3:28      |
| 17. | 〈My Love, My Kiss, My Heart〉    | 김태성                                         | Denzil Remedios, Kebwe h, Luke, Sharif Slater, Ryan Jhun                  | 김태성, 김용신                                                            | 3:40      |

| 곡 제목                       | 곡 당 파트 열외 멤버 (참여한 멤버)   |
| SUPERMAN                      | 한경, 신동, 시원                     |
| A-CHA                         | 신동                                 |
| Mr. Simple                    | 신동                                 |
| Oops (Featuring. f(x))        | (이특, 희철, 한경, 은혁, 동해, 기범) |
| 하루에 (A Day)                | 신동                                 |
| 안단테 (Andante)              | 희철, 신동, 은혁, 기범               |
| 오페라 (Opera)                | 신동                                 |
| 라라라라 (Be My Girl)         | 신동                                 |
| Walkin'                       | 희철, 신동                           |
| 폭풍 (Storm)                  | (예성, 강인, 성민, 동해, 려욱, 규현) |
| 어느새 우린 (Good Friends)    | 신동                                 |
| 결투 (Feels Good)             | 신동                                 |
| 기억을 따라 (Memories)        | 신동, 기범                           |
| 해바라기 (Sunflower)          | 희철, 한경, 신동                     |
| 엉뚱한 상상 (White Christmas) | 신동                                 |
| Y                             | 희철, 신동                           |
| My Love, My Kiss, My Heart    | (예성, 려욱, 규현)                   |

### 설명
- 트랙 9번 Walkin'을 접한 롤링 스톤스의 보컬 믹 재거는 "아일랜드에서 휴가를 보내고 있는 것처럼 느낌이 좋은 곡"이라고 칭찬했다.[12]
- 트랙 11번 어느새 우린 (Good Friends)은 윤종신 작사작곡으로, 멤버들의 만남과 우정을 그린 솔직담백한 가사와 어쿠스틱한 연주가 특징이다. 윤종신은 트위터에 자신이 곡을 준 유일한 아이돌 그룹이라며 애정을 표시했다.[13]

## 차트 기록

### 개요
2011년 8월 3일 Mr. Simple은 발매되자마자 하루 동안 14,000만 장의 판매고를 기록해 한터 일간차트와 실시간차트 1위에 올랐다. 서울의 한 음반 판매점에서는 몰려드는 주문을 계산하기 위해 슈퍼주니어 전용 계산대를 따로 설치하기도 했다. 이후 2012년 4월을 기준으로 총판 502,830만 장을 기록해 2008년 동방신기의 Mirotic에 이어 4년만에 하프 밀리언을 달성했다.
한편 Mr.Simple은 2011년 8월 셋째주부터 2012년 4월 넷째주까지 중화민국 최대 온라인 음악사이트 KKBOX의 한국음악 TOP100 차트에 37주 연속 1위에 랭크되었다.

### 가요 프로그램 수상
- 2011년 8월 12일 KBS 《뮤직뱅크》 K-Chart 1위(1주)
- 2011년 8월 19일 KBS 《뮤직뱅크》 K-Chart 1위(2주)
- 2011년 8월 26일 KBS 《뮤직뱅크》 K-Chart 1위(3주)
- 2011년 9월 2일 KBS 《뮤직뱅크》 K-Chart 1위(4주)
- 2011년 9월 9일 KBS 《뮤직뱅크》 K-Chart 1위(5주)[18]

- 2011년 8월 21일 SBS 《인기가요》 뮤티즌송(1주)
- 2011년 8월 28일 SBS 《인기가요》 뮤티즌송(2주)
- 2011년 9월 4일 SBS 《인기가요》 뮤티즌송(3주)[19]

- 2011년 8월 11일 m.net 《엠! 카운트다운》 1위(1주)
- 2011년 8월 18일 m.net 《엠! 카운트다운》 1위(2주)
- 2011년 8월 25일 m.net 《엠! 카운트다운》 1위(3주)[20]

## 에피소드
- 지난 2010년 7월에 군 입대를 했던 강인은 제외했다.
- 신동은 트위터에 5집 앨범에 관한 힌트로  '한국 98mm', '110 토론토' 등을 제시했다. 이와 관련해 팬들은 국산 담배 중 심플의 규격이 98mm이며 토론토는 동계 올림픽이 개최된 곳으로 IOC 회원이 110명인데 동계올림픽 폐막식에서 노래를 한 가수가 Simple Plan이라는 것 등을 들어 곡 제목에 Simple이 들어간다고 추정했다.[21]
- 멤버들의 티저 사진 공개 순서는 은혁(20일) - 동해(21일) - 이특(22일) - 신동(23일) - 규현(23일) - 성민(24일) - 려욱(25일) - 예성(26일) - 시원(27일) - 희철(27일) 순이다.
- 2011년 8월 5일 KBS 《뮤직뱅크》를 시작으로 6일 MBC 《음악중심》, 7일 SBS 《인기가요》로 컴백하였다.[22]
- 8월 22일과 8월 30일에 멤버 전원이 SBS 강심장에 출연했다. 녹화는 4일 진행되었다.[23]
- 희철은 훈련소 입소 전 2011년 8월 28일 인기가요에서 마지막 무대를 가졌으며 이 무대에서 슈퍼주니어는 뮤티즌송을 차지했다.[24]
- 9월 12일 신동, 은혁, 동해, 규현이 KBS2 대국민 토크쇼 안녕하세요에 출연했다.[25]
- 9월 18일 이특, 예성, 신동, 성민, 은혁, 동해가 KBS2 출발 드림팀 최강신인왕전 2탄에 출연했다. 녹화 당시 세트에 문제가 생겨 녹화가 중단되었을 때, 멤버들은 기다리는 팬들에게 사인을 해주는 등 팬서비스를 발휘했다.[26]은혁은 이 방송에서 우승을 차지했다.[27] 동해는 해당 방송에서 부상을 당했으며,[28] 한동안 음악 방송에서 의자에 앉은 채 안무를 하는 모습을 보였다.[29]